# Blaste posticata
Blaste posticata är en insektsart som först beskrevs av Banks 1905.  Blaste posticata ingår i släktet Blaste och familjen storstövsländor. Inga underarter finns listade i Catalogue of Life.